# George W. Emery
George W. Emery (ur. 13 sierpnia 1830 w Penobscot, zm. 10 lipca 1909 w Marshfield) – amerykański prawnik, urzędnik państwowy i polityk, gubernator Terytorium Utah w latach 1875–1880.

## Życiorys
Ukończył studia na Dartmouth College, następnie został absolwentem prawa na Albany Law School. Pracował następnie jako poborca podatkowy w południowych stanach, od 1870 do 1874 był superintendentem dla wszystkich dawnych stanów Konfederacji. W 1875 prezydent Ulysses Grant powołał go na stanowisko gubernatora Terytorium Utah. Udało mu się łagodzić napięcia pomiędzy dominującymi mormonami a resztą populacji i rozszerzyć zakres działania swojej administracji, a także przeprowadzić reformę systemu wyborczego. Cieszył się popularnością wśród miejscowej ludności. W 1880 roku skończyła się jego kadencja, zastąpił go wówczas Eli Houston Murray.
W lutym 1880 roku legislatura stanowa nazwała na jego cześć hrabstwo Emery.